# Jamides caerulea
Jamides caerulea är en fjärilsart som beskrevs av Druce 1873. Jamides caerulea ingår i släktet Jamides och familjen juvelvingar. IUCN kategoriserar arten globalt som livskraftig. Inga underarter finns listade i Catalogue of Life.

## Bildgalleri

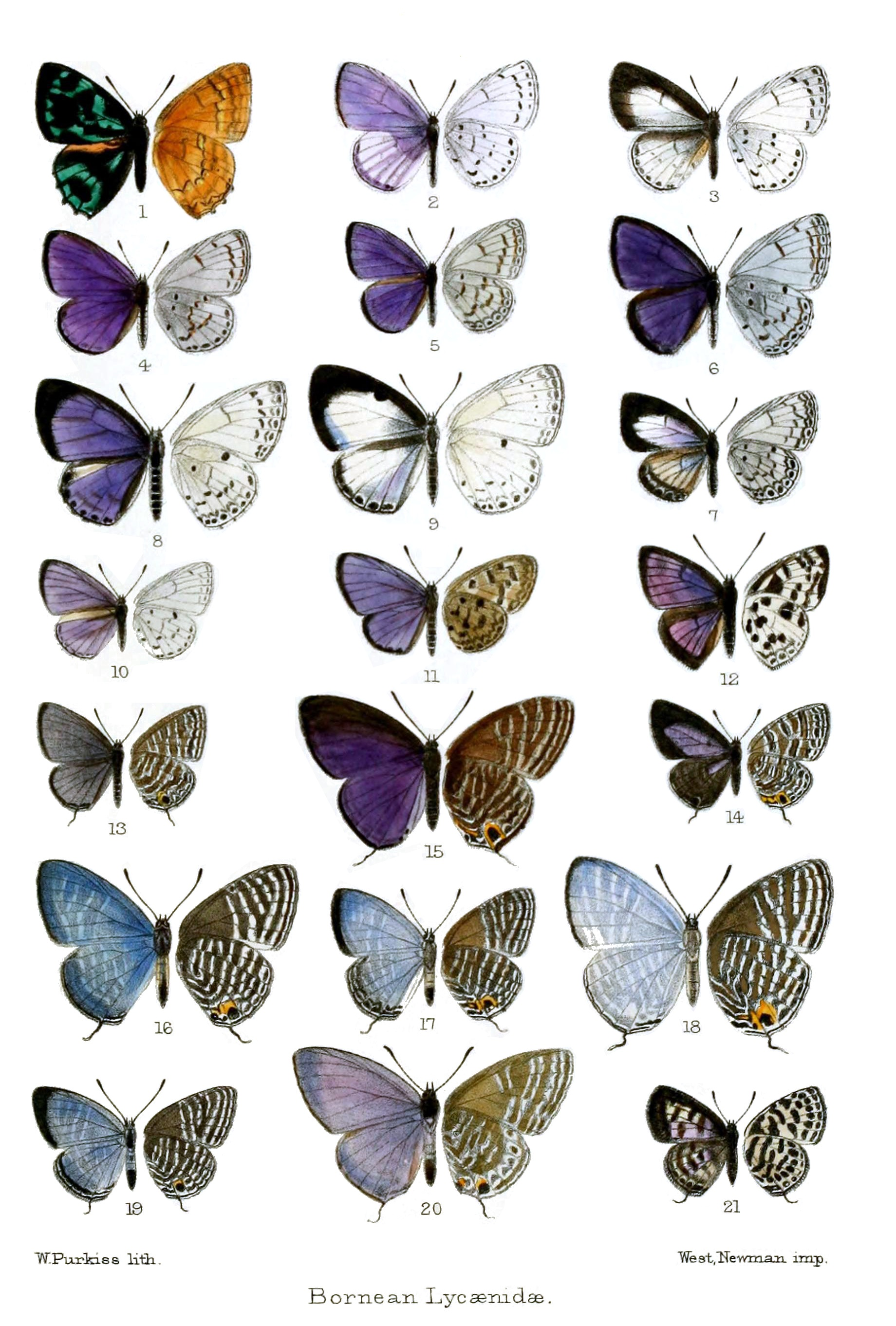
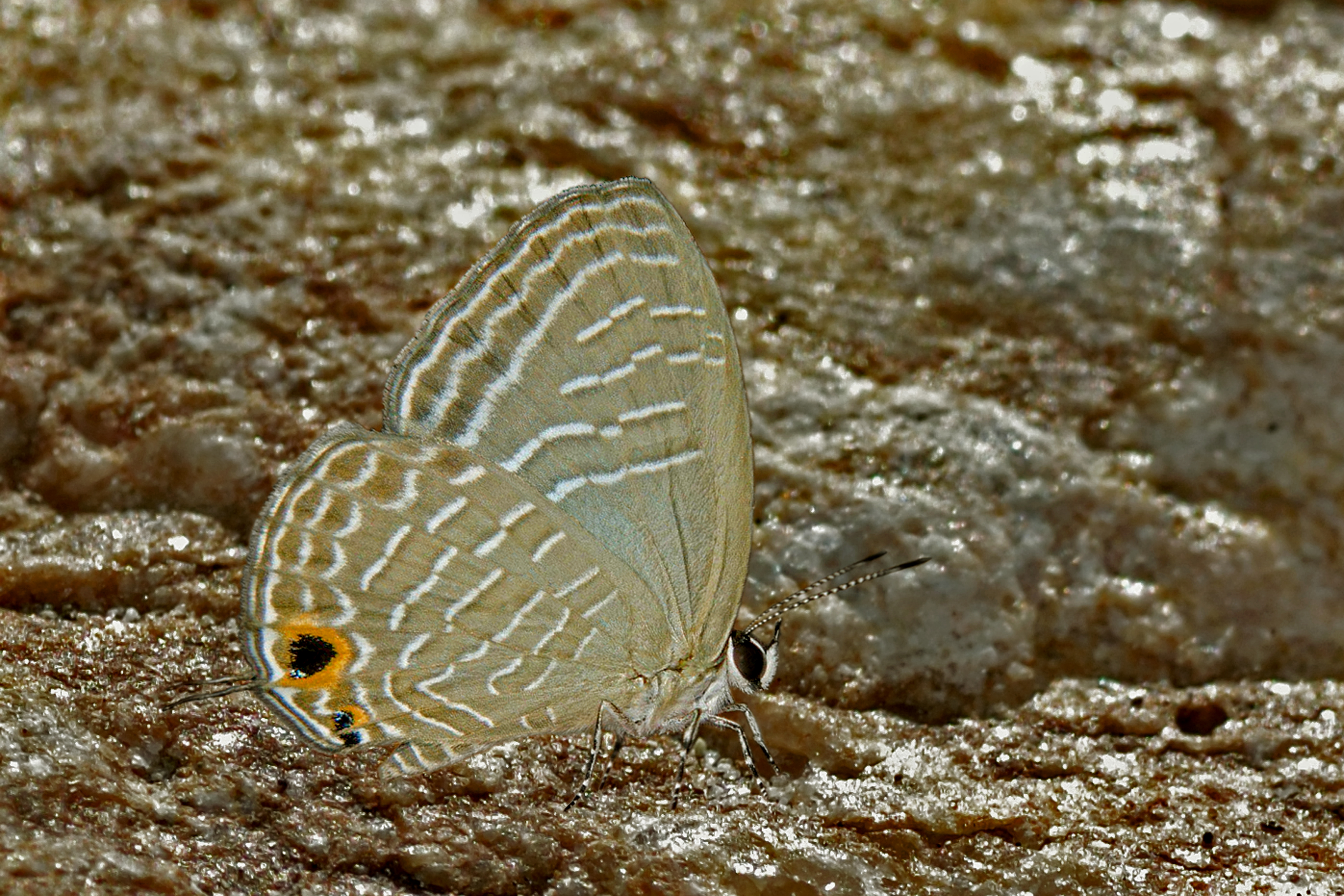